# Liste der Monuments historiques in Châtillon-sur-Chalaronne
Die Liste der Monuments historiques in Châtillon-sur-Chalaronne führt die Monuments historiques in der französischen Gemeinde Châtillon-sur-Chalaronne auf.

## Liste der Bauwerke
| Bezeichnung                              | Beschreibung | Standort                               | Kennzeichnung | Schutzstatus | Datum | Bild           |
| ---------------------------------------- | ------------ | -------------------------------------- | ------------- | ------------ | ----- | -------------- |
| Schloss                                  |              | (Lage)                                 | PA00116366    | Inscrit      | 1927  | weitere Bilder |
| Kirche Saint-André-Saint-Vincent-de-Paul |              | Rue Guichenon Place de l’Église (Lage) | PA00116367    | Classé       | 1909  | weitere Bilder |
| Markthalle                               |              | Place des Halles (Lage)                | PA00116368    | Classé       | 1988  | weitere Bilder |
| Hospiz                                   |              | 52, place Saint-Vincent-de-Paul (Lage) | PA00116369    | Classé       | 1982  | weitere Bilder |
| Porte de Villars                         |              | 12, rue Victor-Hugo (Lage)             | PA00116370    | Inscrit      | 1926  | weitere Bilder |

## Liste der Objekte
- Monuments historiques (Objekte) in Châtillon-sur-Chalaronne in der Base Palissy des französischen Kultusministeriums